# Lae City FC
Lae City FC (bis 2019 auch Lae City Dwellers FC, regional auch Toti City FC) ist ein papua-neuguineischer Fußballverein aus der zweitgrößten Stadt des Landes, Lae. Er spielt in der landesweit höchsten Spielklasse der Männer und trägt seine Spiele an der Nordküste des Landes im Sir Ignatius Kilage Stadium aus.

## Geschichte
Der Verein wurde im Jahr 2014 gegründet und setzt sich überwiegend aus lokalen Spielern zusammen. Bereits in der Saison 2015 konnte sich das Team den Meistertitel sichern. Nach einem zweiten Platz hinter Hekari United FC in der Ligaphase, bezwangen sie FC Port Moresby im Halbfinale der Play-offs mit 3:1 und schlugen im Finale Madang FC mit 5:1. Durch den Sieg gelang Lae zum ersten Mal die Qualifikation für die OFC Champions League 2016, bei der sie ohne Punktgewinn nach der Vorrunde ausschieden. In der Saison 2015/16 der National Soccer League konnte sich Lae als Gruppenerster der nördlichen Zone vor Welgris Morobe United für die National Champions League qualifizieren. Als Gruppenzweiter erreichten sie das Finale und konnten dieses mit zwei Treffern von Raymond Gunemba mit 2:0 gegen Hekari United entscheiden. Somit qualifizierten sie sich erneut für die OFC Champions League 2017.

## Erfolge

### Nationale Titel
| 2015 | 2015/16 | 2017 | 2018 | 2019 | 2019/20 |